# Cerro Oasis
El cerro Oasis, Agassiz Sur o Agusis es una montaña de la cordillera de los Andes, ubicada en el límite fronterizo entre la Argentina y Chile, en la región de la Patagonia. Se encuentra a una altitud de 2647 m s. n. m.
Se lo denomina también Agassiz Sur, para diferenciarlo de los también limítrofes cerro Agassiz y el cerro Agassiz Norte/Roma, ubicado en sus cercanías y más al occidente.
Del lado argentino el cerro forma parte del parque nacional Los Glaciares en la Provincia de Santa Cruz. Del lado chileno hace parte del parque nacional Bernardo O'Higgins de la Región de Magallanes y Antártica Chilena.

## Etimología
Denominado "Oasis" en la cartografía chilena, siendo un parónimo de Agassiz.

## Historia
Tras la firma del tratado de 1881 entre Argentina y Chile, el límite en la zona fue definido en 1898 por los peritos encargados de demarcar, Francisco Pascasio Moreno de Argentina y Diego Barros Arana de Chile. Los peritos no tuvieron diferencias en la zona entre el monte Fitz Roy y el cerro Stokes a diferencia de los otros territorios que fueron sometidos a arbitraje en el laudo de 1902. Se definió el límite sobre los siguientes hitos montañosos y su continuidad natural: Fitz Roy, Torre, Huemul, Campana, Agassiz, Heim, Mayo y Stokes.
En 1998 se firma el «Acuerdo entre la República de Chile y la República Argentina para precisar el recorrido del límite desde el Monte Fitz-Roy hasta el Cerro Daudet», definiéndose la sección A y una pequeña parte de la B, quedando pendiente la zona entre el Fitz Roy y el Murallón.